# Дубровка (сільське поселення селище Юбілейний)
Дубровка (рос. Дубровка) — присілок в Малоярославецькому районі Калузької області Російської Федерації.
Населення становить 64 особи. Входить до складу муніципального утворення Селище Юбілейний.

## Історія
Від 2004 року входить до складу муніципального утворення Селище Юбілейний.

## Населення
| 2002 | 2010 |
| ---- | ---- |
| 70   | ↘64  |